# Посттравматический рост
Посттравматический рост (англ. Post-traumatic growth) — позитивное психологическое изменение, переживаемое в результате борьбы с тяжелыми жизненными обстоятельствами, которое приводит не только к восстановлению предшествовавшего, но и к превышению исходного уровня адаптации и психологического функционирования, а также к изменениям качественного, трансформирующего характера. В целом посттравматический рост приводит к таким отчетливо позитивным изменениям, как переживание возросшей полноты жизни, ее богатства и осмысленности, что сочетается с полномасштабными переживаниями трагедии и утраты.

## История
Еще в начале прошлого века К. Ясперс ввел понятие пограничных ситуаций в жизни человека, которые обязательно приводят к изменениям, иначе существование в них невозможно. Примерно тогда же в литературе появились описания околосмертных переживаний (neardeath experiences), возникающих на грани жизни и смерти, парадоксальным следствием которых являются отчетливо позитивные изменения личности.
В конце 1960-х годов в психологический тезаурус добавилось понятие посттравматического стрессового расстройства (ПТСР), а в середине 1990-х годов появился новый термин посттравматический рост, предложенный Р. Тедески и Л. Кэлхоун (Tedeschi and Calhoun), который непосредственно связан с данным расстройством. Опросник посттравматического роста (ОПТР/PTGI) был создан Tedeschi and Calhoun в 1996 году и адаптирован в России М.Ш.Магомед-Эминовым в 2004 году.

## Причины
Посттравматический рост является позитивным психологическим изменением после травмирующего события; под воздействием сильного стресса человек может отреагировать как развитием психологического дистресса, так и посттравматическим ростом. Сложные жизненные ситуации способствуют переживанию позитивных изменений, которые проявляются в восприятии новых возможностей, в отношении к другим людям, в повышении жизненных сил, в духовном преображении, в осознанной установке на благоприятное будущее. Травма - это то, что идет вразрез с жизненными представлениями человека, представлениями о себе, что разрушает его внутреннюю картину мира, это подталкивает человека к переосмысливанию жизни, трансформации критического опыта. Рост не происходит как прямой результат травмы; скорее, именно борьба индивида с новой реальностью после травмы имеет решающее значение для определения степени посттравматического роста. Исход этой ситуации полностью зависит от человека, насколько он будет готов справляться с событием и какими способами он будет это делать.
Разные авторы подчеркивают, что нет жесткой дихотомии «или– или», позитивное или негативное, дистресс или рост. Чаще всего возникает смешанная реакция. Однозначно положительная оценка явно негативных событий может быть следствием психологической защиты. С другой стороны, однозначно негативная оценка приводит к хорошо известным и описанным посттравматическим последствиям, загоняющим человека в тупик, из которого весьма проблематично выбраться без помощи психотерапевта. Ирвин Ялом также говорит, что выживание в экстремальных обстоятельствах зависит от того, способен ли человек найти смысл в собственном страдании. В дальнейших исследованиях, предлагая свою концепцию ПТР, они утверждают, что он может быть вызван ситуацией, угрожающей или даже разрушающей привычный мир человека, бросающей серьезный вызов его ценностям самого высокого порядка, верованиям, целям, собственному мнению, мировоззрению и способности справиться с дистрессом.
ПТР не бывает без перенесенного психического потрясения. Эмпирические исследования свидетельствуют: посттравматическое развитие — не универсальный феномен, и клиницист не должен ориентироваться на то, что позитивные изменения — это необходимый этап восстановления (Handbook of posttraumatic growth, 2006). Человек, прошедший через травмирующее событие, получает множество негативных последствий, а не только рост.
Интересное исследование было посвящено сопоставлению трех выборок, в нем принимали участие 2000 человек, заполнивших опросник сил характера по Интернету (Peterson et al., 2006).:
- 1 группа - люди, у которых никогда не было травмирующего события или заболевания,
- 2 группа - кто в прошлом имел заболевание, но пережил его и оставил в прошлом,
- 3 группа - у кого было заболевание или травмирующее событие и они его до сих пор не преодолели.

Если человек пережил травмирующее событие в прошлом и на настоящее время справился с ним, то он показывают более высокие значения храбрости, доброты и юмора, а также общей удовлетворенности жизнью, чем те, кто не переживал травмирующую ситуацию совсем или пережил, но не справился к настоящему времени. По-видимому, эти силы характера представляют собой главные психологические ресурсы противостояния угрозе здоровью. Таким образом, переосмысление смысла травмы и ее последствий может позволить человеку испытать эмоциональное облегчение и привести к новой философии жизни, которая изменяет прежние представления человека о жизни и о ее смыслах (Janoff-Bulman, 1992).

## Влияние на личность
Умеренное количество стресса связано с улучшением черт мастерства и выносливости. Было обнаружено, что люди, испытывающие умеренное количество стресса, более уверены в своих способностях и лучше контролируют свою жизнь. Кроме того, умеренное количество стресса также связано с лучшей устойчивостью, которая может быть определена как успешное восстановление до исходного уровня после стресса. Человек, переживший умеренное количество стрессовых событий, с большей вероятностью развивал навыки совладания, искал поддержки у своего окружения и испытывал большую уверенность в своей способности преодолеть невзгоды. Не каждый, кто переживает травматическое событие, будет непосредственно развивать посттравматический рост. Скорее, эмоциональная реакция индивида на травматическое событие играет важную роль в определении долгосрочного исхода этой травмы.
Динамика личности может либо способствовать, либо препятствовать посттравматическому росту, независимо от влияния травматических событий. Последние исследования посвящены изучению влияния типов травм и динамики личности на посттравматический рост. Люди, стремящиеся к стандартам и порядку, более склонны к развитию посттравматического роста и улучшению общего психического здоровья. Предполагается, что такие люди могут лучше воспринимать смысл трудностей, поскольку они испытывают умеренное количество стресса. Эта тенденция может способствовать позитивному личностному росту. С другой стороны, было обнаружено, что люди, у которых есть проблемы с саморегуляцией, менее склонны к развитию посттравматического роста и более склонны к развитию расстройств травматического спектра и расстройств настроения, это согласуется с предыдущими исследованиями, которые предполагали, что люди, набравшие более высокие баллы по самоотчету, с большей вероятностью наберут более высокие баллы по нейротизму и проявят плохое совладание. Нейротизм относится к склонности индивида реагировать отрицательными эмоциями на угрозу, разочарование или потерю как таковой; у людей с высоким уровнем нейротизма и несоответствия самооценке вероятность развития посттравматического роста ниже.
В опроснике посттравматического роста (Tedeschi, Calhoun, 1996, 2004), наряду с общим показателем роста, присутствуют пять субшкал, характеризующих пять областей, в которых представляются возможными позитивные посттравматические изменения:
1. повышение ценности жизни и изменение приоритетов;
2. близкие отношения с другими людьми;
3. ощущение внутренней силы;
4. расширение возможностей, которые человек для себя видит;
5. изменения духовного плана.

Р. Джанофф-Булман, отдавая должное подходу Тедески и Кэлхоуна в целом, критически относится к выделению пяти перечисленных измерений. Она предлагает альтернативную, более концептуально строгую классификацию, говоря о трех различных моделях посттравматического роста:
1. сила через страдание;
2. психологическая готовность;
3. экзистенциальная переоценка.

Последний процесс включает в себя новое смыслообразование. «Во всех трех случаях мощные негативные последствия травмы – боль и страдание, осознание повышенной уязвимости и связанное с ним признание утраты смысла и необъяснимых потерь служат катализаторами посттравматического роста» (Janoff-Bulman).
В модели ПТР выделяются три обширные направления позитивных изменений после психической травмы: изменения в самовосприятии, изменения в межличностных отношениях и изменения философии жизни.
С. Джозефу и А. Линли удалось получить устойчивую структуру из трех факторов второго уровня, три фактора включали в себя изменение восприятия себя, изменение отношений с другими и изменение философии жизни (Joseph, Linley). Интересно, что в более поздней публикации (Calhoun, Tedeschi, 2006) Л. Кэлхоун и Р. Тедески без ссылки на С. Джозефа и А. Линли практически ассимилировали эту схему, разбив раздел о переживаниях роста на три подраздела:
1. изменение самовосприятия, включающее в себя ощущения силы и новых возможностей;
2. изменение отношений с людьми и изменение философии жизни, включая изменение оценок и приоритетов;
3. открытие духовного изменения.

Эмпирические исследования свидетельствуют: посттравматическое развитие — не универсальный феномен, и клиницист не должен ориентироваться на то, что позитивные изменения — это необходимый этап восстановления. Эти эффекты, которые очень напоминают эффекты посттравматического роста по принципу «не было бы счастья, да несчастье помогло», еще раз заставляют нас задуматься о том, что, по большому счету, определяющим является именно то, что мы делаем с этими событиями, то как мы сами с этими событиями справляемся, а не сами события, какими бы болезненными и травматичными они ни были.

## Характеристики
Результаты, наблюдаемые у людей, переживших посттравматический рост, включают в себя некоторые из следующих факторов:
- более высокая оценка жизни;
- измененное чувство приоритетов;
- более теплые, более интимные отношения;
- большее чувство личной силы;
- признание новых возможностей или путей для своего жизненного и духовного развития.

Две личностные характеристики, которые могут повлиять на вероятность того, что люди смогут позитивно использовать последствия травматических событий, которые с ними случаются, включают экстраверсию и открытость опыту. Кроме того, оптимисты могут лучше концентрировать внимание и ресурсы на наиболее важных вопросах, и освободиться от неконтролируемых или неразрешимых проблем. способность горевать и постепенно принимать травму также может увеличить вероятность роста. Человеку также полезно иметь поддержку, которая может помочь в посттравматическом росте, предоставляя способ анализа произошедших изменений и предлагая перспективы, которые могут быть интегрированы в изменение схемы действий. Эти отношения помогают развивать нарративы; эти нарративы травмы и выживания всегда важны в посттравматическом развитии, потому что развитие этих нарративов заставляет выживших сталкиваться с вопросами смысла и того, как можно реконструировать ответы на эти вопросы. Уровень уверенности человека также может играть определенную роль в его способности продолжать расти или развиваться.